# Chiesa di Sant'Elena (Milano)
La chiesa di Sant'Elena è una chiesa parrocchiale cattolica di Milano, nel quartiere di Quarto Cagnino.

## Storia
La chiesa di Sant'Elena fu costruita dal 1936 al 1940 su progetto dell'architetto Michele Marelli e dell'ingegnere Ernesto Saliva, in correlazione al distacco del quartiere dalla parrocchia di Trenno a cui era sempre appartenuto.
All'inaugurazione dell'edificio, il 17 giugno 1939, intervennero la regina Elena e il cardinale Alfredo Ildefonso Schuster. La chiesa fu consacrata una settimana dopo.
Fu eretta in parrocchia con un decreto del 15 ottobre 1942 dell'arcivescovo cardinale Schuster, ricavandone il territorio dalla parrocchia di Trenno.

## Caratteristiche

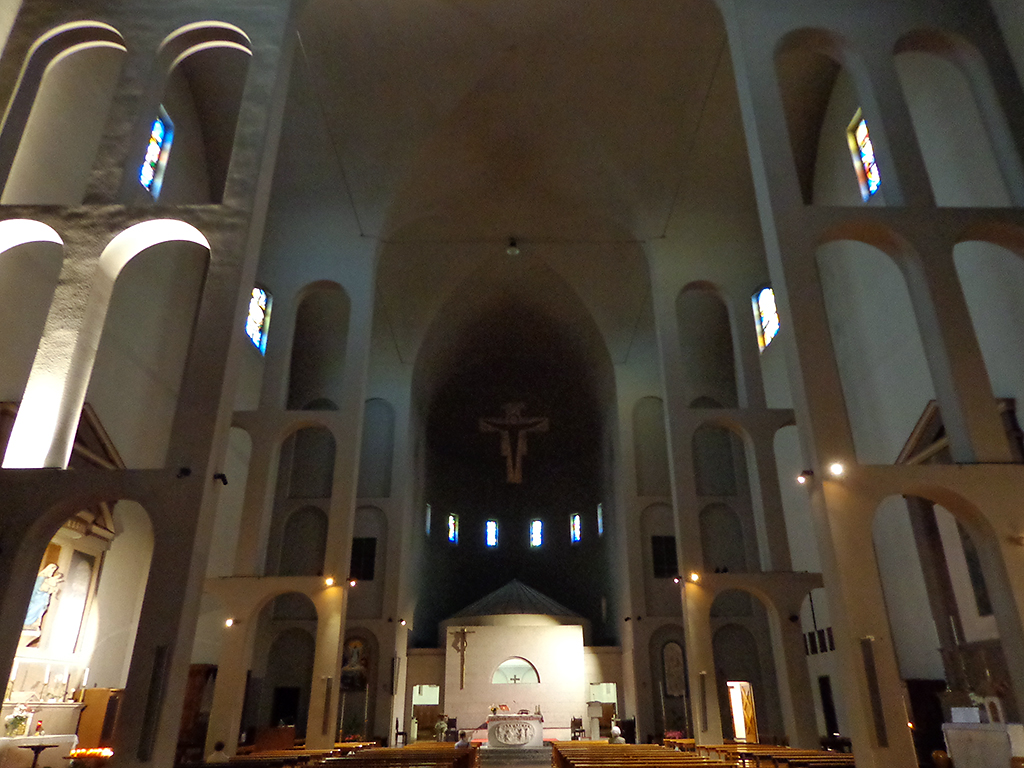
L'interno

La chiesa, posta a nord del nucleo storico di Quarto Cagnino, è disegnata in stile tradizionale, con un paramento murario in mattoni a vista.
La costruzione si basa su un modulo quadrato di 12 m di lato: ne risultano una larghezza e un'altezza di 24 m e una lunghezza di 60 m.
La facciata è un perfetto quadrato, ripartito in tre sezioni: quella centrale, leggermente aggettante, è di larghezza doppia rispetto alle laterali ed è sovrastata da un timpano. L'ingresso è scandito da un profondo e alto fornice in posizione centrale. Nella fascia superiore si aprono tre polifore ad arco acuto, che nascondono le celle campanarie.
L'interno presenta tre campate voltate a crociera, separate da pareti in cemento armato forate da sei fornici ciascuna, che sostengono le volte. L'illuminazione proviene da finestre laterali, nella parte superiore, in corrispondenza di ciascuna campata. L'abside semicircolare è illuminata da una serie di feritoie.
Il pavimento è in marmo di Verona e di Chiampo. L'altare maggiore è in pietra di Angera.
Il progetto originario prevedeva un campanile come corpo di fabbrica separato, che non venne mai realizzato.

### Ulteriori approfondimenti
- La Chiesa di S. Elena a Milano, in Rassegna di Architettura, maggio 1940,  pp. 137-140.
- Annegret Burg, Novecento milanese, Milano, Federico Motta Editore, 1991,  p. 188, ISBN 88-7179-025-1.
- N. A. Meanti, S. Elena in Quarto Cagnino: una parrocchia, un quartiere, 2014